# Måneskiöld
För olika betydelser, se Månesköld.
Måneskiöld med flera stavningar är ett svenskt och skandinaviskt efternamn, som burits av en släkt av dansk-norskt ursprung och som fortlever  och behandlas här. Från denna släkt har utgrenats en kortlivad svensk adelsätt, Månesköld af Norge. 
En annan svensk utslocknad adelsätt. Månesköld af Seglinge, saknar relation till den dansknorska släkten. 
Namnet bärs idag i Sverige av ofrälse personer, som uppger härstamning från den dansk-norska ätten. Offentlig statistik tillgänglig i september 2021 ger följande antal personer bosatta i Sverige med stavningsvarianterna
- Måneskiöld 41
- Månesköld 19

Totalt blir detta 60 personer. Ytterligare stavningsvarianter har förekommit, i Sverige till exempel Måneschiöld. I Danmark har 6 personer namnet Maaneskjold. I Norge kommer namnet under spärrgränsen för efternamnsstatistiken, men norska telefonkataloger uppger en person med namnet Maaneskiold.

## Historik
Denna historik måste betraktas som preliminär, eftersom centrala referenser inte varit tillgängliga vid skrivandet. Namnformerna behöver också göras enhetliga.

### Ursprung
Den äldste säkerställde medlemmen, Knud Jensen Jude är omnämnd första gången 1532 och erhöll 1536 en förläning i Enslövs socken i Halland, som  då var danskt. Han var landsdomare i södra Halland och levde ännu 1564. Tillnamnet Jude eller Jøde antas betyda att han var från Jylland, och utgående från de namn hans efterkommande använde, har han antagits  ha varit av ofrälse börd. Enligt vissa källor, som bland annat återges i Store norske leksikon, var Knud son till en bohuslänsk adelsman Jens Henriksen till Risøe. Denne är emellertid först nämnd i en text från 1700-talet, och uppgiiften är förmodligen felaktig. 
Även Knud Jensens innehav av jordegendomarna till Dragsmarks kloster i Bohuslän anses vara felaktigt.

### Namnet
Namnet Måneskiöld kommer från släktens vapen, en gyllene halvmåne i avtagande (som bokstaven C) på blå botten. Detta namn och vapen användes emellertid inte av Knud Jensen och heller inte ursprungligen av hans son, som först var känd 
som Peder Knudsen Krumme. Krumme var namnet på den svenska frälsesläkt hans mormor Kristina Björnsdotter  kom från. Den  hade sitt ursprung i det till Halland angränsande Finnveden i Småland och dog ut på svärdssidan i början av  1570-talet. Namnet bör alltså ha varit ledigt, när Peder Knutdsen tog det i bruk. Också Peders son Oluf Pedersen kallade sig Krumme, när han skrevs in som student vid universitetet i Rostock.
Att byta till ett ledigt namn från  mödernet var inte ovanligt. Ett känt något äldre exempel är den senare grevliga ätten Stenbock, som fick sitt namn på detta sätt. Det speciella med Peder Knutsson  är att han senare blev känd med namnet Måneskiöld och alltså bytte upp sig till ett finare namn två gånger. Det finns ingen information om när detta skedde.
Ryberg menar att vapnet hämtats från en släkt som innehaft en gård, som senare kom i släkten Krummes ägo. 
Det är klart att Peder Knudsen med det nya namnen Krumme och  Måneskiöld och i kraft av sin ställning i sin samtid uppfattades som adlig.
Peder Knudsens var gift två gånger Genom det första äktenskapet, med  Bodil Lauridsdotter Green till Sundsby disponerade han jordegendomar i södra Bohuslän, bland annat gårdarna Olsnäs och Åkervik i Stenkyrka socken på Tjörn. I detta äktenskap hade han fyra söner, som nådde vuxen ålder. 
I det andra äktenskapet, med Birgitte Bruun, hade han en son, Henrik Pedersson Måneskiöld, som flyttade till Sverige, gifte sig till jordegendomar i Ånimskogs socken i Dalsland, och introducerades 1634 på svenska riddarhuset med namnet Månesköld af Norge. Hans son dog före honom, så när han själv dog 1651, var han den siste manlige medlemmen av den svenska adliga  ättegrenen.

### Efter Roskildefreden
Freden i Roskilde 1658 gjorde Bohuslän svenskt. Peder Knutsons söner var då döda, och hans ätt fortlevde i två grenar, en i Bohuslän efter äldste sonen Knut Pedersen och en i egentliga Norge efter tredje sonen Laurids Pedersen. Den norska grenen fortlevde till på 1700-talet 
I Knut Pedersens ättegren ingick sonen Jörgen Knutsson Måneskiöld (omkring 1637–1690) Om honom heter det 1680 att han var "ofullkomlig och omyndig och ej man att stå något före" av sin bror. Företräds alltid av sin hustru inför tinget. Jörgen Knutsson räknas som stamfar för dem som i modern tid betraktar sig som tillhörande ätten.

### Adelskap
Adeln i Norge hade en mycket svagare ställing än den i Sverige. Bland annat saknades ett riddarhus. I åren efter Roskildefreden var det endast två bohuslänska släkter Dahlepil och Bildt, som naturaliserades som svensk adel. Månesköld var inte med, och bildandet 1634 av Månesköld af Norge kan i stället ses som en nyadling.
När ättens centralperson, Peder Knudsen antog adelsnamnen Krumme och Månesköld från mödernet, följde han en medeltida tradition som övergavs med den svenska Riddarhusordningen 1626. Hans ätt saknade adelsbrev och kunde heller inte visa upp en
strikt manlig adlig arvsföljd till urminnes tider. Från vad som är känt om den Tjörnsläktens stamfar Jörgen Knutsson Måneskild kunde en nyadling av honom inte varit aktuell. Följer man således det svenska regelverket – vilket man inte alltid gjorde – var Månesköldsläkten inte kvalificerad till svenskt adelskap.

## Släkttavla
- Knud Jensen Jude, erhöll 1536 en förläning i Enslövs socken, idag i Halmstads kommun. Landsdomare i Sønderjylland, sigill bevarat från 1560.[8][12]
  - Peder Knutsson (Krumme, Måneskiöld), till Olsnäs och Åkervik på Tjörn,  död 1607.[8][12]
  - + Bodel Green, hustru till Peder Knutsson i dennes första äktenskap, dotter till Laurids Olofsen Green på Sundsby[8]
    - Knut Pedersson Måneskiöld  Olsnäs död mellan 1635 och 1638[8]
      - Jörgen Knutsson Månesköld (omkring 1637-1698), invalid[8]
      - + Börta Olofsdotter Green, hustru till Jörgen Knutsson Måneskiöld
        - Knut Jörgensson Månesköld (1662-1721), Tjörn[8]

    - Oluf Pederssøn till Olsnes, länsherre till Vardøhus, död 1608.[9]
    - Laurits Pederssøn til Ristenes, död ca 1640[9]
      - Peder Måneskjold, kapten, död 1677[9]
        -           - Peder Måneskjold (1700-1743), major i Trondheim, siste i ätten utanför Tjörngrenen[9]

    - Isak Pederssön till Åkervik, död 1632(fängslad 1626)[9]

  - + Birgitte Bruun,hustru till Peder Knutsson Måneskiöld  i denes andra äktenskap.[12]
    - Henrik Persson Månesköld, i Sverige med adelsnamnet  Månesköld af Norge, Död 1651.[12]
      - Erik, son dör före fadern.[12]
      - Elisabet,äravde faderm, död före 1686.[12]